# Cahir
Cahir (en irlandès An Chathair) és una ciutat d'Irlanda, al comtat de Tipperary Sud, a la província de Munster. Es troba a la intersecció de la carretera N8 entre Dublín a Cork i de la N24 de Limerick a Waterford.

## Història
El nom Cathair o an Chathair vol dir "ringfort de pedra", mentre que el nom Cathair Dhún Iascaigh significa "ringfort de pedra dels pescadors". En escrits més antics, sovint és pronunciat Caher.
Durant la major part de la seva història la vila ha estat influenciada per la dinastia Butler. Sota la seva infñuència fou creada la baronia de Cahir. Se sap molt de la vila com a poble defensiu (vegeu setge del castell de Cahir) Fou una de les primeres ciutats on durant el segle xix hi parava la diligència entre Clonmel i Cashel.

## Agermanaments
- Scarborough

## Personatges il·lustres
- Una Healy, membre del grup The Saturdays.
- Allan James Foley (1835-1899), fou un cantant de la corda de baix.

## Galeria d'imatges

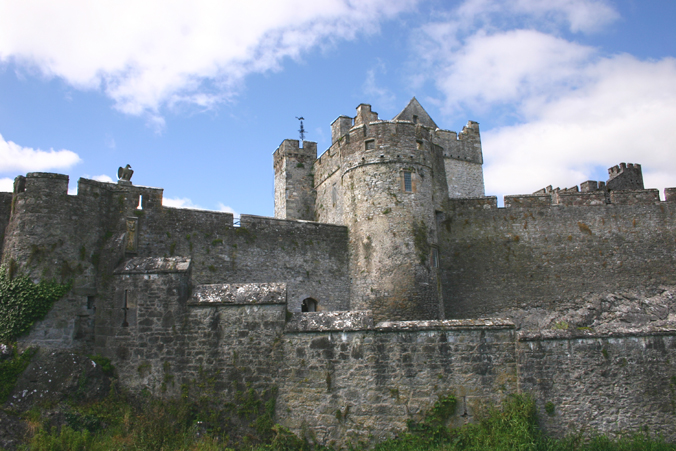
castell de Cahir
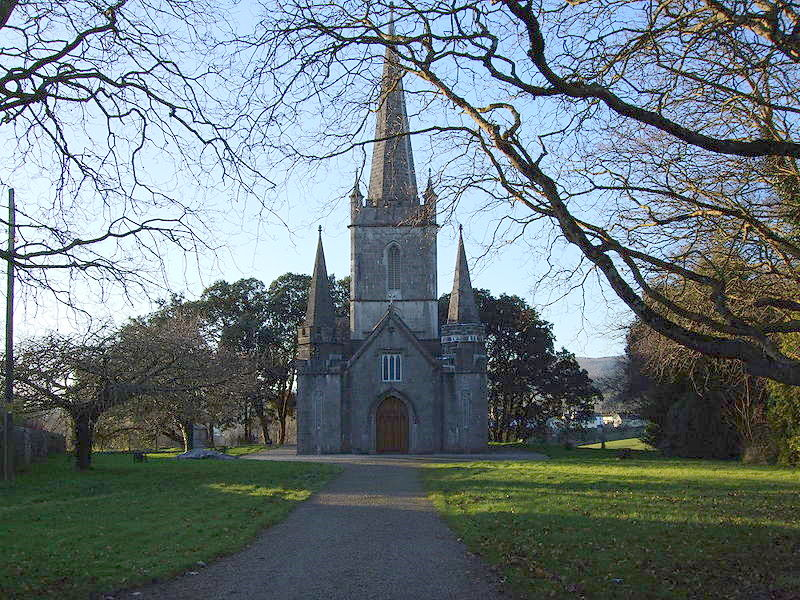
Parròquia de l'Església d'Irlanda